# ФИА-банк
«ФИА-банк» — российский универсальный коммерческий банк, существовавший в 1993—2016 годах. Головной офис располагался в Тольятти. Решением Центрального банка Российской Федерации, у «ФИА-банка» отозвана лицензия. С 8 апреля 2016 года банк находится под управлением государственной корпорации «Агентства по страхованию вкладов».

## История
Банк был создан в Саратовской области в 1993 году. В июне 1995 года было принято решение о переводе головного офиса в Тольятти.
В 1998—2010 годах пост председателя правления банка занимал член партии «Яблоко» Анатолий Волошин.

## Преднамеренное банкротство
В 2011 году Анатолий Волошин вышел из состава акционеров «ФИА-банка», передав свой пакет акций другому крупнейшему акционеру, президенту группы «Инком-центр» Александру Носореву, в обмен на акции ООО «КБ „ЭЛ-банк“».
В результате высокорискованной кредитной политики собственный капитал «ФИА-банка» оказался ниже нормы, установленной Банком России: на 1 марта 2016 года банк имел отрицательный капитал 5,5 млрд рублей.
Приказом Банка России от 8 апреля 2016 года № ОД-1179, отозвал лицензию, отказавшись от финансового оздоровления (санации). Около 700 сотрудников банка в регионах лишились рабочих мест. Выплаты вкладчикам осуществляли банки-агенты: Сбербанк, ВТБ24, Банк «Открытие» и РНКБ. Уже после отзыва лицензии Банк России направил информацию о финансовых махинациях банка в правоохранительные органы
Через месяц 5 мая, Банк России отозвал лицензию у КБ «ЭЛ-банк», который был создан в результате раскола «ФИА-банка» и находился в общем здании. Однако «КБ „ЭЛ-банк“» под председательством Анатолия Волошина не сдался сразу, а стал защищаться, подавал иск на Банк России в Арбитражный суд, чтобы через суд вернуть лицензию, а также организовал петицию на имя В. В. Путина, собрав около 2500 подписей.
На основании статьи 68 ФЗ-131, Глава города Тольятти Сергей Андреев и Дума Тольятти обладали правом на принятие Постановления «Об учреждении муниципального банка» — путём вхождения городской администрации в состав акционеров ФИА-банка, однако муниципалитет и Губернатор Самарской Николай Меркушкин также обладающий правом вхождения Министерством имущественных отношений Самарской области в состав акционеров — не отреагировали.
19 февраля 2018 года с торгов было продано 100 золотых мерных слитков пробы «три девятки» весом по 50 грамм, за 13 миллионов рублей.
В 2018 году по жалобе «Агентства по страхованию вкладов», МВД России возбудило уголовное дело по статье 196 УК РФ преднамеренное банкротство.
В конце января 2020 следствием был задержан и арестован по ст. мошенничество владелец банка Александр Носорев.

### Собственники и руководство
На 2011—2016 год основным акционером «ФИА-Банка» являлся президент компании «ИнкомЦентр» Носорев Александр Степанович (80,002 % акций банка), председатель наблюдательного совета банка, и компания East Capital Explorer Financial Institutions Fund AB (19,998 %).
8 апреля 2016 года ЦБ РФ отозвал лицензию у банка на осуществление банковской деятельности. Банк находится под управлением государственной корпорацией Агентства по страхованию вкладов.

#### Председатели правления
- 1998—2010 — Анатолий Парфирьевич Волошин
- 2010—2012 — Александр Николаевич Карпухин[17]
- 10 января — 5 сентября 2012 — Сергей Александрович Петянин[18]
- 2012—2013 — Ольга Николаевна Гаджук[19][20] — впоследствии перешедшей исполнительным директором клиники «Вальхенмед».
- 2013—2015 — Максим Владимирович Морозов
- 2015—2016 — и. о. Роман Александрович Бузаев, занимавший до этого пост заместителя Председателя.
- с 8 апреля 2016 руководитель временной администрации АО «КБ „ФИА-банк“» назначен служащий Банка России Королева Марина Юрьевна[21]. Арбитражным судом назначен конкурсный управляющий Сергей Воробьев.[22]

## Деятельность
Банк предлагал широкий спектр услуг для граждан и организаций, а также активно работал с драгоценными металлами.
По данным рейтингов РБК, «ФИА-банк» входил в тридцатку крупнейших банков, управляющих ОФБУ и выдающих кредиты малому и среднему бизнесу, входил в «Топ-200» банков по ликвидным активам.

#### Территориальная сеть
Помимо головного офиса в Тольятти, банк был представлен филиалами в Москве, Республике Крым (Симферополь) и Республике Саха (Якутия), а также 23 офисами в Тольятти, Самаре, Ульяновске, Пензе, Уфе, Ялте, Севастополе, Керчи, Феодосии, Казани.

#### Благотворительная деятельность
«ФИА-банк» осуществлял благотворительную деятельность. В разное время кредитное учреждение выступило инициатором и участником многих программ ГБФ «Фонд Тольятти».

#### Кредитные рейтинги
Банк имел рейтинг «B+» по национальной шкале и «позитивный» прогноз по данным агентства «Эксперт».
Рейтинг банка, составляемый агентством «Эксперт РА» с 10 ноября 2010 года составлял «В+», снизившись с уровня «В++».. В 2011 году «Национальное рейтинговое агентство» подтвердило рейтинг кредитоспособности «ФИА-банка» на уровне «А» (высокая кредитоспособность, второй уровень).